# Xenoturbellida
De Xenoturbellida vormen een onderstam in het dierenrijk. In deze onderstam is slechts één geslacht beschreven met zeven soorten. De onderstam behoort tot de stam Xenacoelomorpha.

## Beschrijving
Xenoturbellida zijn wormachtige organismen die in zout water leven. Ze zijn 1 tot 10 centimeter lang. Hun lichaamsbouw is zeer eenvoudig. Ze hebben geen hersenen, geen darmen en geen geslachtsklieren, maar wel trilharen en een diffuus zenuwstelsel.

## Voorkomen
Xenoturbellida is alleen bekend uit het Noord-Atlantische gebied. De eerste beschrijving stamt uit de Oostzee, andere vondsten zijn gemeld uit fjorden van Zweden en Schotland.

## Ontwikkeling
Er zijn tot nu toe nog niet veel embryologische studies van de Xenoturbellida uitgevoerd. Een redelijk recente publicatie van Nakano et al. uit 2013 geeft aan dat de larven een directe ontwikkeling meemaken. Ze hebben in het begin noch een spijsverteringsstelsel, noch mond. Ze hebben wel al epidermale zenuwcellen en spieren die nog niet zover gevorderd zijn tot lengte- en kringspieren zoals bij de volwassen individuen. Net zoals bij de larven van Nemertodermatida hebben ze geen mondopening.

## Taxonomie
Sinds de eerste beschrijving van dit geslacht in 1949 is de taxonomische positie onduidelijk geweest. In 2003 is het op basis van genetisch onderzoek in een eigen stam geplaatst.
Eerder was Xenoturbella door verschillende auteurs in diverse stammen geplaatst: de Platwormen, de Hemichordata en de Stekelhuidigen. In 1997 werd het geslacht op basis van moleculair onderzoek bij de weekdieren geplaatst. Dat bleek echter het gevolg van een contaminatie: weekdieren vormen het voedsel van Xenoturbella.
In 2003 werd Xenoturbella in een eigen stam geplaatst, dat verwant is aan de Hemichordata en de Echinodermata.
In 2006 is nader genetisch onderzoek gedaan dat de taxonomische positie in een eigen stam bevestigde. Xenoturbella heeft ongeveer 1300 verschillende genen.

### Indeling
- Stam Xenacoelomorpha
  - Onderstam Xenoturbellida
    - Familie Xenoturbellidae
      - Geslacht Xenoturbella
        - Soort Xenoturbella bocki
        - Soort Xenoturbella churro
        - Soort Xenoturbella hollandorum
        - Soort Xenoturbella japonica
        - Soort Xenoturbella monstrosa
        - Soort Xenoturbella profunda
        - Soort Xenoturbella westbladi